# Pyongyang International Film Festival

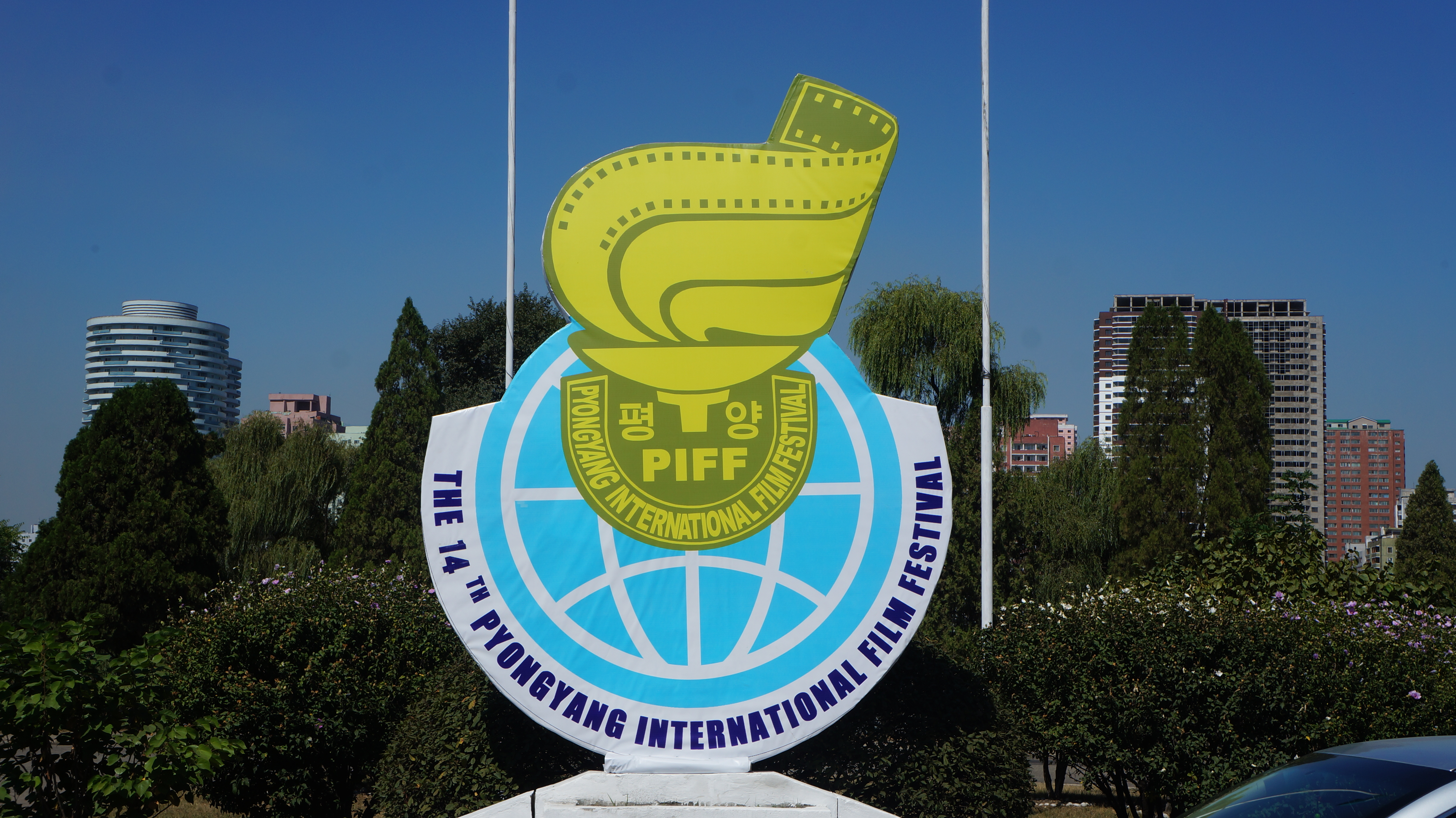
Offizielles Logo 2014

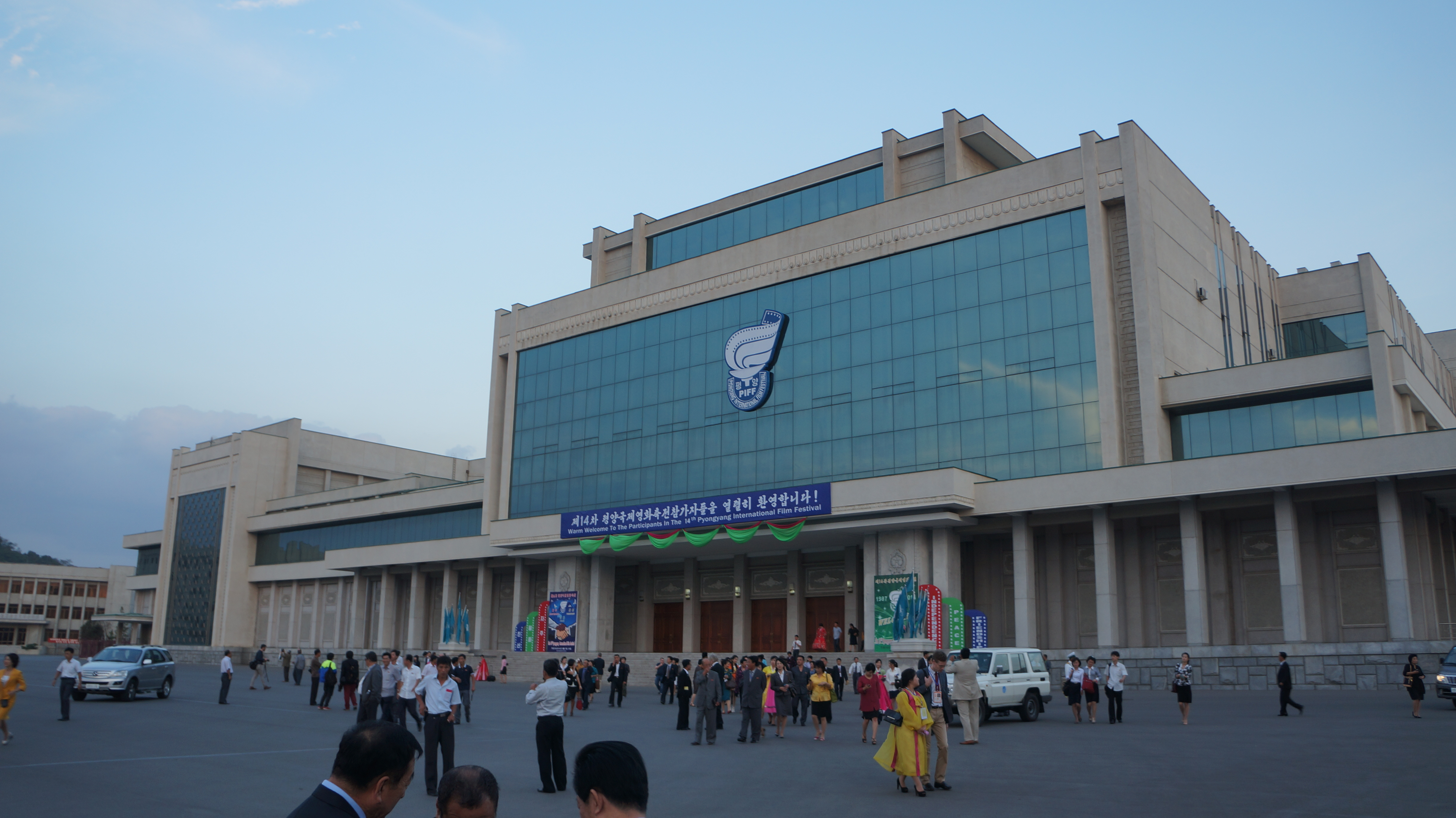
Pyongyang International Film Festival 2014, Ponghwa Theater

Das Pyongyang International Film Festival (koreanisch 평양국제영화축전; PIFF) ist ein alle zwei Jahre in Pjöngjang, Nordkorea, stattfindendes Festival des internationalen Films, das bis zum Jahr 2002 als Pyongyang Film Festival of the Non-aligned and Other Developing Countries bezeichnet wurde.

## Geschichte
Das im Jahr 1987 erstmals veranstaltete Festival wurde zunächst als „Pyongyang Film Festival of the Non-aligned and Other Developing Countries“ („...blockfreie und andere Entwicklungsländer“) bezeichnet. Bei der Erstveranstaltung, die vom 1. bis 10. September stattfand, wurden Kurz-, Spiel- und Dokumentarfilme gezeigt, die für die Vergabe von Auszeichnungen bewertet wurden.
Das Festival wurde im Jahr 1990 neu aufgelegt und nun im Rhythmus von zwei Jahren geplant. Zu den zunächst wiederkehrenden Themen gehörten heimische Filme, die allgemein die hohe Führung lobten, wie ein auf dem Filmfestival 1992 gezeigter Film, der wörtlich übersetzt „Ruhm unseres Volkes ist die Hochachtung für den großen Führer“ hieß, und ausländische Filme über den revolutionären Widerstand.
Im Jahr 2000 erweiterten die Offiziellen das zulässige Spektrum, indem sie zum ersten Mal japanische Filme zuließen; Yōji Yamada durfte einreisen und sechs seiner Filme präsentieren. 2002 wurden die Regeln weiter gelockert, und seitdem steht das Festival nicht nur „blockfreien und anderen Entwicklungsländern“ offen.
Das neunte Festival, das 2004 stattfand, lockerte die kulturellen Restriktionen weiter mit der Vorführung einer synchronisierten und zensierten Version der britischen Komödie Kick It Like Beckham und dem in den USA produzierten südafrikanischen Drama Cry, The Beloved Country. Kick It Like Beckham gewann den Musikpreis und wurde später der erste westlich gedrehte Film, der in Nordkorea im Fernsehen gezeigt wurde.
Im Jahr 2006 wurde auf dem Festival die schwedische Horrorkomödie Frostbiten gezeigt, der erste ausländische Horrorfilm, der jemals in Nordkorea gezeigt wurde.
The Schoolgirl’s Diary, der 2006 auf dem Festival seine Premiere feierte, wurde 2007 als erster nordkoreanischer Film seit mehreren Jahrzehnten von der französischen Firma Pretty Pictures für den internationalen Vertrieb angekauft. Er wurde Ende 2007 in Frankreich herausgebracht.
Mit Unterstützung des Goethe-Instituts Seoul war der deutsche Film seit Öffnung des Festivals stets vertreten. Bei der 16. Veranstaltung im Jahr 2018 wurden Auf Augenhöhe, Timm Thaler oder das verkaufte Lachen und Der junge Karl Marx vorgestellt.
Filme aus Westeuropa spielen allgemein eine wichtige Rolle, werden jedoch zensiert und sind nach Themen ausgesucht (zugelassen), die Familienwerte, Loyalität und die Verlockungen des Geldes betonen. Im Jahr 2008 wurden 110 Filme aus insgesamt 46 Ländern gezeigt.

## Organisation

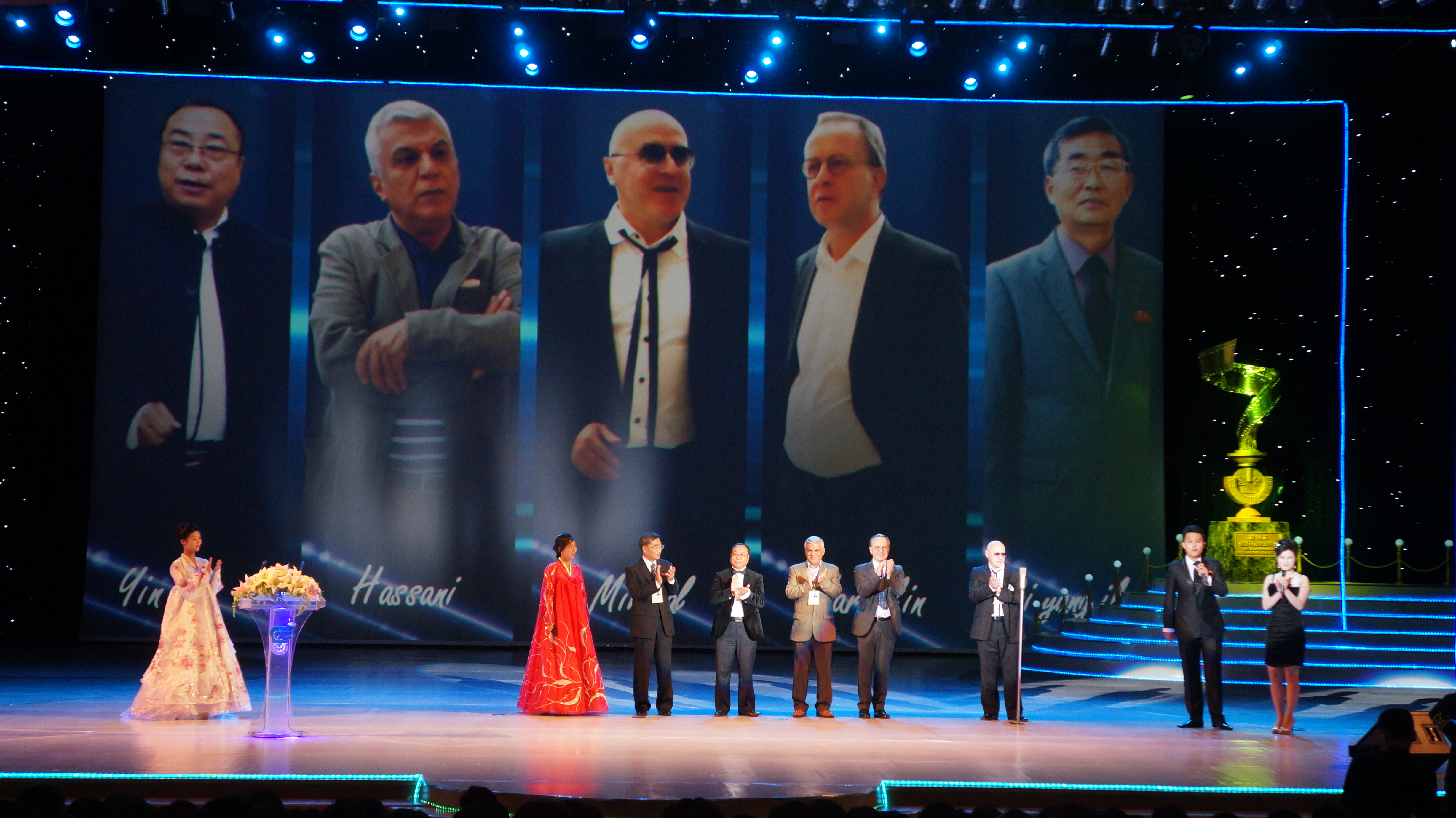
PIFF 2014: nationale und internationale Mitglieder der Jury

Das Festival hat eine internationale Jury und sowohl wettbewerbsfähige als auch nicht-wettbewerbsfähige Beiträge. In diesem Sinne ist es „... sehr ähnlich wie jedes andere internationale Filmfestival strukturiert“.
Das Pyongyang International Film Festival findet auf einem eigens errichteten Festivalgelände auf der Insel Yangkakdo statt. Der offiziell vorgegebene Rahmen hindert die breite Öffentlichkeit daran, internationale Filme zu sehen.
Filme aus Südkorea werden angesichts latenter politischer Spannungen nicht gezeigt. In dem Bemühen, eine möglichst große Zahl Filme und Besucher anzuziehen, sind viele Themen und Inhalte möglich. Eine Ausnahme bilden Nordkorea-kritische Filme aus aller Welt und Filme mit sexuellem Inhalt. Da persönliche Initiativen und Kontakte, diplomatische Erwägungen sowie andere unsystematische Einflüsse über die Bewerbung und Zulassung von Filmen entscheiden, ist im Ergebnis das Programm des Festivals eine zufällige Zusammenstellung. Die Neugier ausländischer Filmschaffender und Kulturmittler an dem abgeschotteten Land führte seit der Lockerung der Teilnahmebedingungen zu einer wachsenden Zahl und Steigerung der Qualität eingereichter Filme.
Das Festival gilt als eine der wenigen nordkoreanischen Veranstaltungen, die aktiven Austausch mit der Außenwelt suchen.

„Das Internationale Filmfestival in Pjöngjang ist eine große Propaganda-Veranstaltung und Ausländer, die an der Veranstaltung teilnehmen, werden zu Statisten in der großen Propaganda-Show.“

## Preisträger
| Jahr/Nr. | Jahr/Nr. | Film                                              | Regie                                                                    | Schauspieler                               | Schauspielerin                                   |
| -------- | -------- | ------------------------------------------------- | ------------------------------------------------------------------------ | ------------------------------------------ | ------------------------------------------------ |
| 1987     | 1.       | Eine Glockenblume                                 |                                                                          | Jamshid Mashayekhi für The Grandfather     | O Mi-ran für A Broad Bellflower                  |
| 1990     | 2.       | Little Bird of Happiness                          |                                                                          | Omar Sharif für The Puppeteer              | O Mi-ran für Traces of Life                      |
| 1992     | 3.       | Nation and Destiny (Teil 1 & 2)                   |                                                                          | Alireza Khamseh für Apartment No.13        | Shabana Azmi für Libaas                          |
| 1994     | 4.       | The Forest of Reed                                |                                                                          | Abolfazl Poorarab für The Bride            | Kim Kyong-ae für The Kind-Hearted Girl           |
| 1996     | 5.       | Rote Kirsche                                      |                                                                          |                                            | Guo Keyu für Rote Kirsche                        |
| 1998     | 6.       | Mein Ich in der fernen Zukunft                    |                                                                          | Khosro Shakibai für Long Lost Sisters      | Kim Hye-gyong für Mein Ich in der fernen Zukunft |
| 2000     | 7.       | The Lost Love                                     |                                                                          | Bassam Kousa für The Extras                | Jang Son-hui für The Earth of Love               |
| 2002     | 8.       | Todeskommando Russland 2                          |                                                                          | Kim Chol für Souls Protest                 | Hedieh Tehrani für Party                         |
| 2004     | 9.       | Gones Is the One Who Held Me Dearest in the World |                                                                          | Wang Zhiwen für Am anderen Ende der Brücke |                                                  |
| 2006     | 10.      | Napola – Elite für den Führer                     | Stéphane Brizé für Man muss mich nicht lieben                            | Jan Decleir für Off Screen                 | Sara Capretti für Sternenberg                    |
| 2008     | 11.      | Heroes of War – Assembly                          | Feng Xiaogang für Heroes of War – Assembly                               | Saša Petrović für Ein richtig gutes Leben  | Bita Farrahi für Mainline                        |
| 2010     | 12.      | Walking to School                                 | Khosro Masumi für Wind Blows in the Meadow                               | Fjodor Dobronrawow für A Man at Home       | Martina Gedeck für Tris di donne e abiti nuziali |
| 2012     | 13.      | Der ganz große Traum                              | Nicholas Bonner Anja Daelemans Kim Gwang Hun für Comrade Kim Goes Flying | Daniel Brühl für Der ganz große Traum      | Polina Kutepowa für Wind House                   |
| 2014     | 14.      | Die Brücke am Ibar                                | Shi Wei für The Ferry                                                    | Zhou Guangda für The Ferry                 | Swetlana Chodtschenkowa für Vasilisa             |
| 2016     | 15.      | The Story of Our Home                             | Oleg Assadulin für Green Carriage                                        | Andrei Merslikin für Green Carriage        | Paek Sol-mi für The Story of Our Home            |
| 2018     | 16.      | The Woman Behind the Man                          | Klim Schipenko für Salyut-7                                              | Li Xuejian für The Woman Behind the Man    | He Saifei für Goddesses in the Flames of War     |
| 2020     | 17.      | wegen der Covid-19-Pandemie ausgefallen           | wegen der Covid-19-Pandemie ausgefallen                                  | wegen der Covid-19-Pandemie ausgefallen    | wegen der Covid-19-Pandemie ausgefallen          |